# Sally Carbon
Sally May Carbon (Perth, 14 de abril de 1967) es una exjugadora australiana de hockey sobre césped.

## Trayectoria
Carbon debutó con la selección australiana en 1987 y tuvo su primera participación olímpica en Seúl 1988. En el torneo derrotó a Corea del Sur en la final y obtuvo la primera medalla de oro para su selección.